# Zhang Xiaoyu
Zhang Xiaoyu (chinesisch 张小雨, Pinyin Zhāng Xiǎoyǔ; * 16. März 1983 in Peking) ist eine ehemalige chinesische Leichtathletin, die sich auf das Kugelstoßen spezialisiert hat. Ihren größten Erfolg feierte sie mit dem Sieg bei den Hallenasienmeisterschaften 2004 in Teheran.

## Sportliche Laufbahn
Erste internationale Erfahrungen sammelte Zhang Xiaoyu im Jahr 2001, als sie bei den Juniorenasienmeisterschaften in Bandar Seri Begawan mit einer Weite von 18,04 m die Goldmedaille im Kugelstoßen gewann. Im Jahr darauf siegte sie mit 18,18 m erneut bei den Juniorenmeisterschaften in Bangkok und 2003 schied sie bei den Weltmeisterschaften in Paris mit 16,82 m in der Qualifikationsrunde aus. Im Jahr darauf siegte sie mit 17,38 m bei den erstmals ausgetragenen Hallenasienmeisterschaften in Teheran und nahm anschließend an den Olympischen Sommerspielen in Athen teil und verpasste dort mit 17,22 m den Finaleinzug. 2005 bestritt sie ihre letzten offiziellen Wettkämpfe und beendete daraufhin ihre aktive sportliche Karriere im Alter von 22 Jahren.

## Persönliche Bestleistungen
- Kugelstoßen: 18,73 m, 5. April 2003 in Nanjing
  - Kugelstoßen (Halle): 18,38 m, 22. Februar 2003 in Yokohama